# 绍-尚帕尼
绍-尚帕尼（法語：Chaux-Champagny，法語發音：[ʃo ʃɑ̃paɲi]）是法国汝拉省的一个市镇，属于隆斯勒索涅区。该市镇于1972年由原市镇绍村（Chaux）和尚帕尼（Champagny）合并而成。

## 地理
绍-尚帕尼（46°53'45"N, 5°53'20"E）面积7.33 平方千米，位于法国勃艮第-弗朗什-孔泰大區汝拉省，该省份为法国东部内陆省份，北起上索恩省，西北接科多尔省，西临索恩-卢瓦尔省，南至安省，东与杜省和瑞士接壤。
与绍-尚帕尼接壤的市镇（或旧市镇、城区）包括：布拉孔、萨兰莱班、伊沃里、萨兰河畔希利、瓦朗普利耶尔、蓬代里。

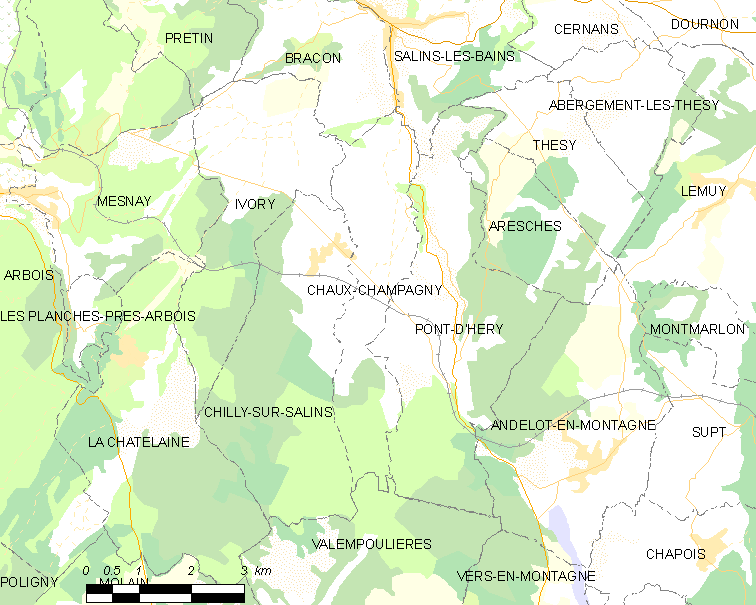
绍-尚帕尼的OSM定位图

绍-尚帕尼的时区为UTC+01:00、UTC+02:00（夏令时）。

## 行政
绍-尚帕尼的邮政编码为39110，INSEE市镇编码为39133。

## 政治
绍-尚帕尼所属的省级选区为阿尔布瓦县。

## 人口

1962-2008年间绍-尚帕尼人口变化图示

绍-尚帕尼于2022年1月1日时的人口数量为73人。